# Медно
Ме́дно (бел. Ме́дна) — агрогородок, расположенный в охраняемой ЮНЕСКО заповедной зоне — биосферном резервате «Прибужское Полесье», в Знаменском сельсовете Брестского района Брестской области Беларуси. 
В агрогородке находится историко-культурная ценность Республики Беларусь — Свято-Преображенская церковь, возведённая в 1849 году, которая является прекрасным образцом полесского деревянного культового зодчества.

## География

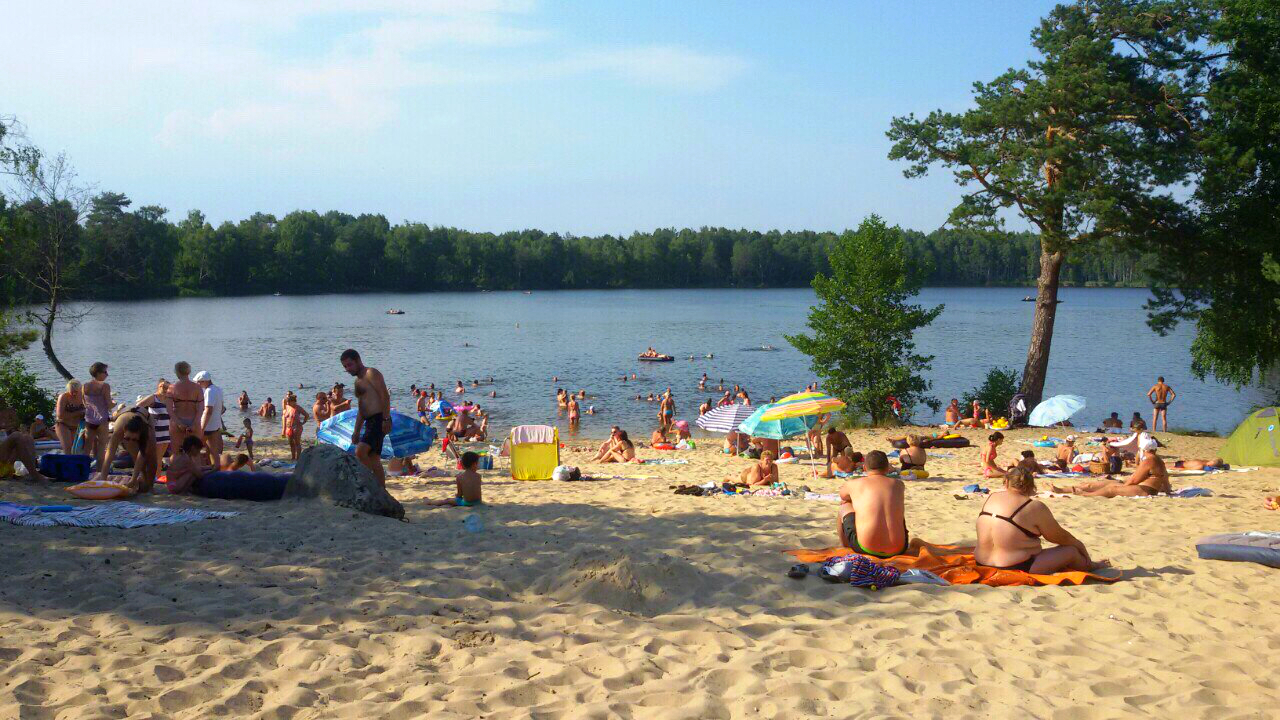
Озеро и пляж в агрогородке Медно

Расположен на южном берегу Медновского озера, в 18,5 км (25 км по автодорогам) южнее Бреста, в 7,5 км восточнее границы с Польшей. Расстояние до центра сельсовета, агрогородка Знаменка, составляет 6 км на запад-северо-запад. Агрогородок Медно входит в единственную в Европе равнинную трёхстороннюю охранную территорию — биосферный резерват «Прибужское Полесье», — которому в 2004 году вручён диплом ЮНЕСКО. В границах городка находятся соединённые каналом Меднянское и Страдечское озёра, от первого из которых берёт начало река Спановка — приток реки Западный Буг.

## Транспорт

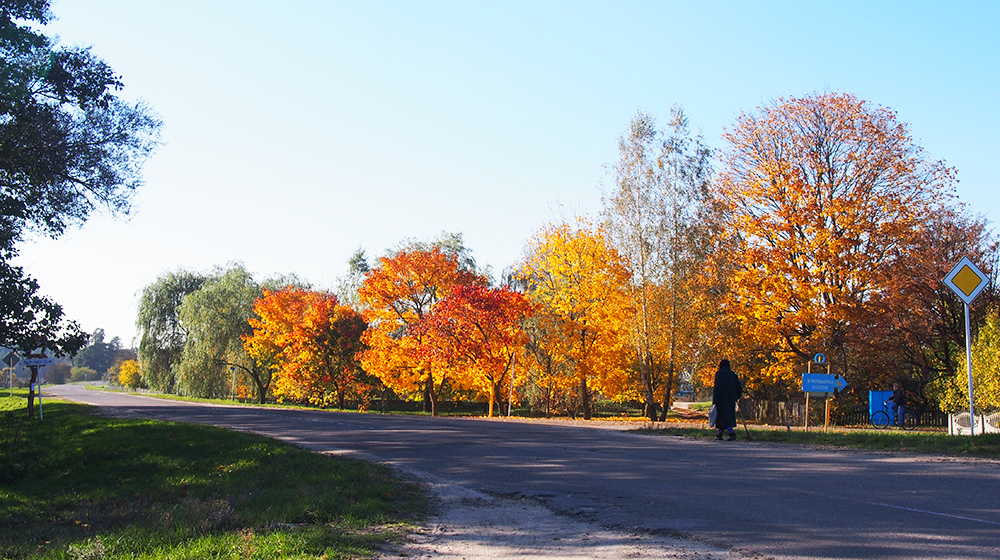
Главная улица аг. Медно — дорога Н424

Основные транспортные связи осуществляются по автодорогам Р94 (Брест — граница Украины; подъезд к границе с Республикой Польша) и Н424 (Брест — Малорита) пригородными автобусами Брестского автобусного парка КУП «Брестский общественный транспорт» и ежедневными маршрутными экспресс-такси «Брестоблавтотранс». 
Железная дорога проходит в 6,5 км западнее агрогородка (ближайший остановочный пункт — станция «Знаменка»), благодаря чему территория остаётся экологически чистой и привлекательной для экологического отдыха и туризма.

## История
Согласно дошедшим до нашего времени письменным источникам село Медна известно с XVI века как имение — шляхетская собственность в Брестском уезде Трокского, с 1566 года — Берестейского воеводства ВКЛ.
После 3-го раздела Речи Посполитой (1795) — в составе Российской империи, в Слонимской, с 1797 — в Литовской, с 1801 года — в Гродненской губерниях.
В 1849 году село — центр одноимённого поместья, которым владел граф Браницкий. В этом же году на средства местных жителей и управителя имения Ковалевского построена деревянная православная церковь. По другой версии Преображенская церковь была построена ещё в конце XVIII века.
В 1876 году — 132 двора.

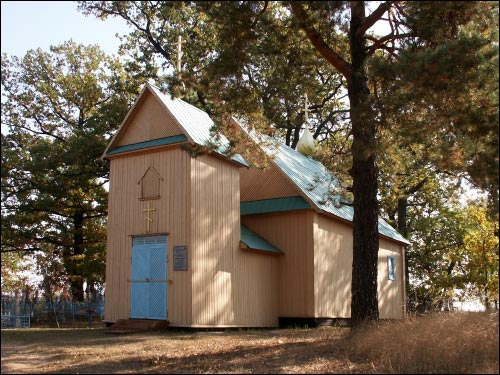
Свято-Преображенская церковь (1849 г.)

В 1886 году село — центр Меднянской волости Брестского уезда. Работал волостной сельский фельдшерский пункт, располагались участки: мировых посредников, судебно-мировой округи, судебных следователей. Раз в год действовал призывной участок по воинской повинности. Участок полицейских чиновников Меднянской волости находился в деревне Черни. В волости насчитывалось восемь сельскохозяйственных обществ.
По переписи 1897 года — 105 дворов, 747 жителей (379 мужчин, 368 женщин), из них 741 православный.
В 1905 году — деревня (678 жителей) и имение (39 жителей) Меднянской волости.
В соответствии с Рижским мирным договором 1921 года деревня переходит в состав Польши, являясь центром гмины Медно Брестского повета Полесского воеводства. По переписи 1921 года в ней числилось 65 жилых и два прочих обитаемых строений, в которых проживали 473 человека (227 мужчин, 246 женщин), из них 468 белорусов и 5 поляков (по вероисповеданию — 468 православных, 4 протестанта и 1 римский католик).
С 1939 находится в составе БССР, с 1940 года — центр Медновского сельсовета Домачевского района, 220 дворов.
В Великую Отечественную войну 25 февраля 1943 года немецко-фашистские захватчики оккупировали и сожгли деревню, которую составляли 212 двора, погубив 126 местных жителей (всего за годы оккупации убиты 316 жителей). После сожжения деревни уцелело только два дома — один сохранился до сих пор, второй сгорел при ударе молнии.
С 1956 года — в составе Брестского района.
20 декабря 1974 года Медновский сельсовет переименован в Знаменский, центр перенесён в деревню Знаменка.
В 2010 году деревня Медно приобрела статус агрогородка.

## Население
На 1 августа 2021 года насчитывалось 789 жителей в 291 хозяйстве, из них 144 моложе трудоспособного возраста, 466 — в трудоспособном возрасте и 179 — старше трудоспособного возраста.
| Год  | Численность | Численность |
| ---- | ----------- | ----------- |
| 1876 | 835         | [ 9 ]       |
| 1897 | 747         | [ 10 ]      |
| 1905 | 717         | [ 11 ]      |
| 1921 | 473         | [ 12 ]      |
| 1940 | 1100        | [ 9 ]       |
| 1959 | 801         | [ 9 ]       |
| 1970 | 901         | [ 9 ]       |
| 1999 | 934         |             |
| 2009 | 912         | [ 13 ]      |
| 2019 | 831         | [ 14 ]      |

## Культура

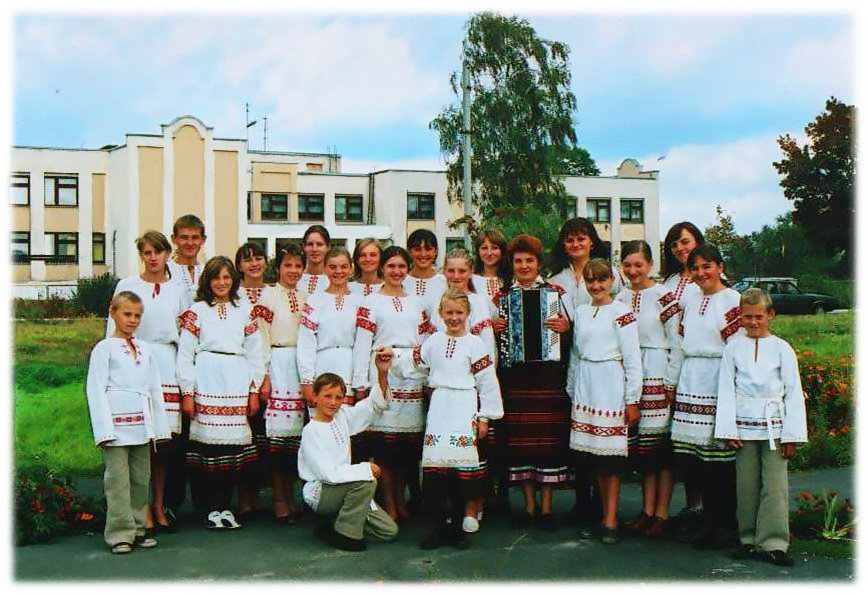
Образцовый фольклорный коллектив «Зовзулэнька»

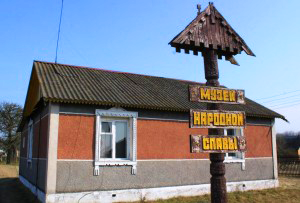
Этнографический музей

Важной особенностью агрогородка Медно является его расположение на стыке трёх славянских культур: восточнославянских белорусской и украинской, а также западнославянской польской, что обусловило здесь переплетение и синтез различных этнических традиций, проявляющийся в быте, обрядах, мифологических представлениях и особенно в традиционно сохранившемся и тщательно сберегаемом языке, который носит название полесского микроязыка — одного из двух дошедших до наших дней микроязыков белорусского языка. 
В агрогородке функционируют:
- Клуб белорусской культуры
- Этнографический музей «Музей народной славы»
- Музей истории ГУО «Средняя школа аг. Медно»
- Образцовый фольклорный коллектив «Зовзулэнька»

## Инфраструктура

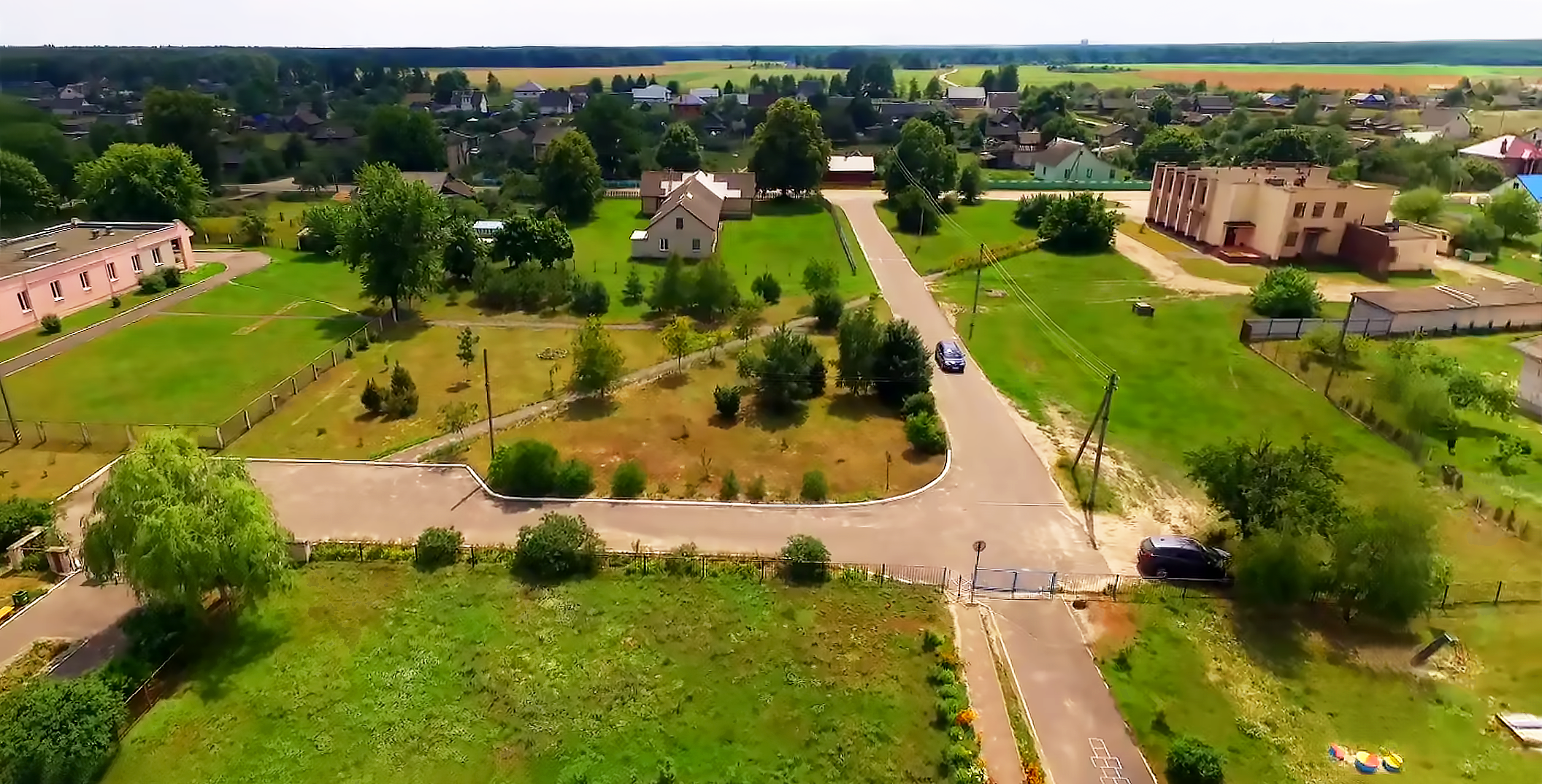
Центральная часть аг. Медно

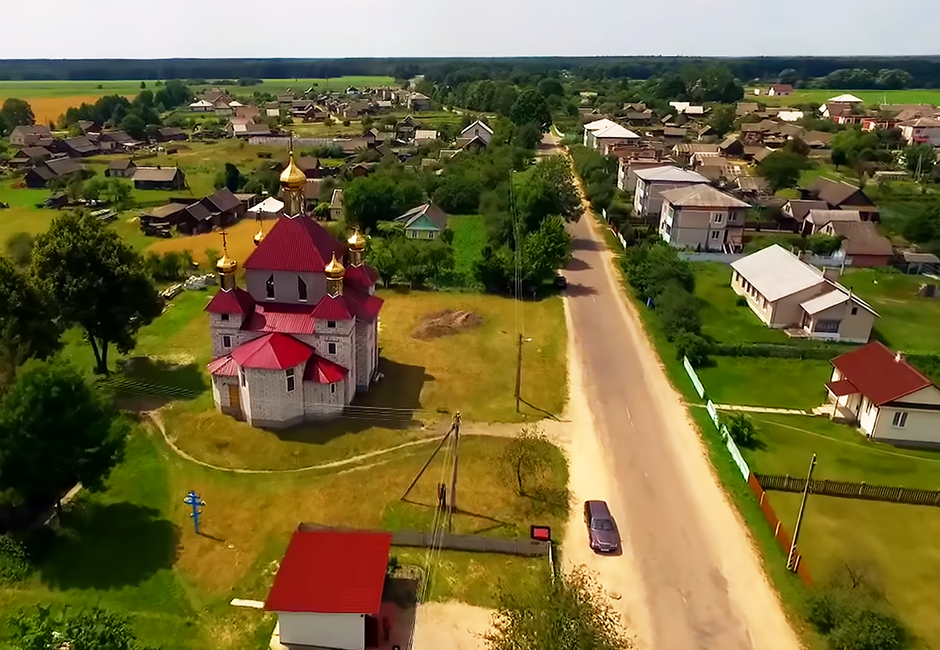
Храм в честь Третьего обретения главы Иоанна Предтечи

- Участковая больница УЗ «Брестская городская больница №2»
- Аптека
- Детский ясли-сад
- Средняя общеобразовательная школа
- Православный храм в честь Третьего обретения главы Иоанна Предтечи[15]
- Комбинат бытового обслуживания населения
- Отделение связи РУП «Белпочта»
- Публичная библиотека
- Клуб белорусской культуры
- Этнографический музей
- Два летних кафе
- Четыре магазина (три продовольственных и один промышленных товаров)
- Агроусадьбы (четыре эксплуатирующихся, а также несколько строящихся)
- Прокат катамаранов и рыболовных снастей
- Банно-прачечный комбинат
- Лесной питомник «Медно»
- Брестская зона нагонки и натаски охотничьих собак
- Центр Республиканского УСПП «Птицефабрика Медновская»
- Церковь Преображения Господня (XVIII век).
- Дом молитвы евангельских христиан-баптистов
- Кладбище

## Образование

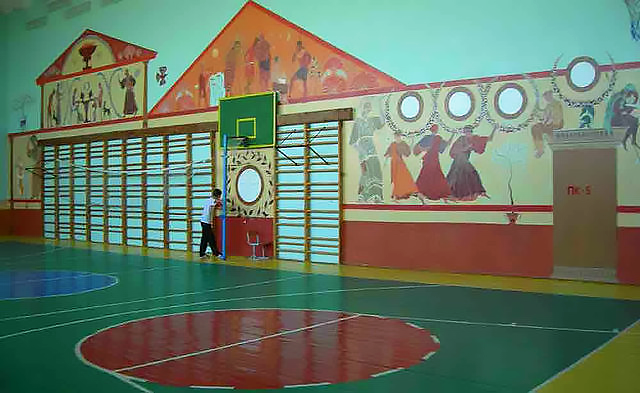
Роспись стен спортзала средней школы аг. Медно

В агрогородке функционируют детский ясли-сад и средняя общеобразовательная школа с изучением немецкого языка. Церковно-приходское училище было открыто в 1888 году (отдельного здания не имелось), в 1922—1923 годах возведено здание польской школы. В 1945—1949 годах школа была начальной, затем семилетней, в 1953 году было построено новое здание школы, которая через какое-то время стала восьмилетней. В 1999 году открылось современное здание средней школы.

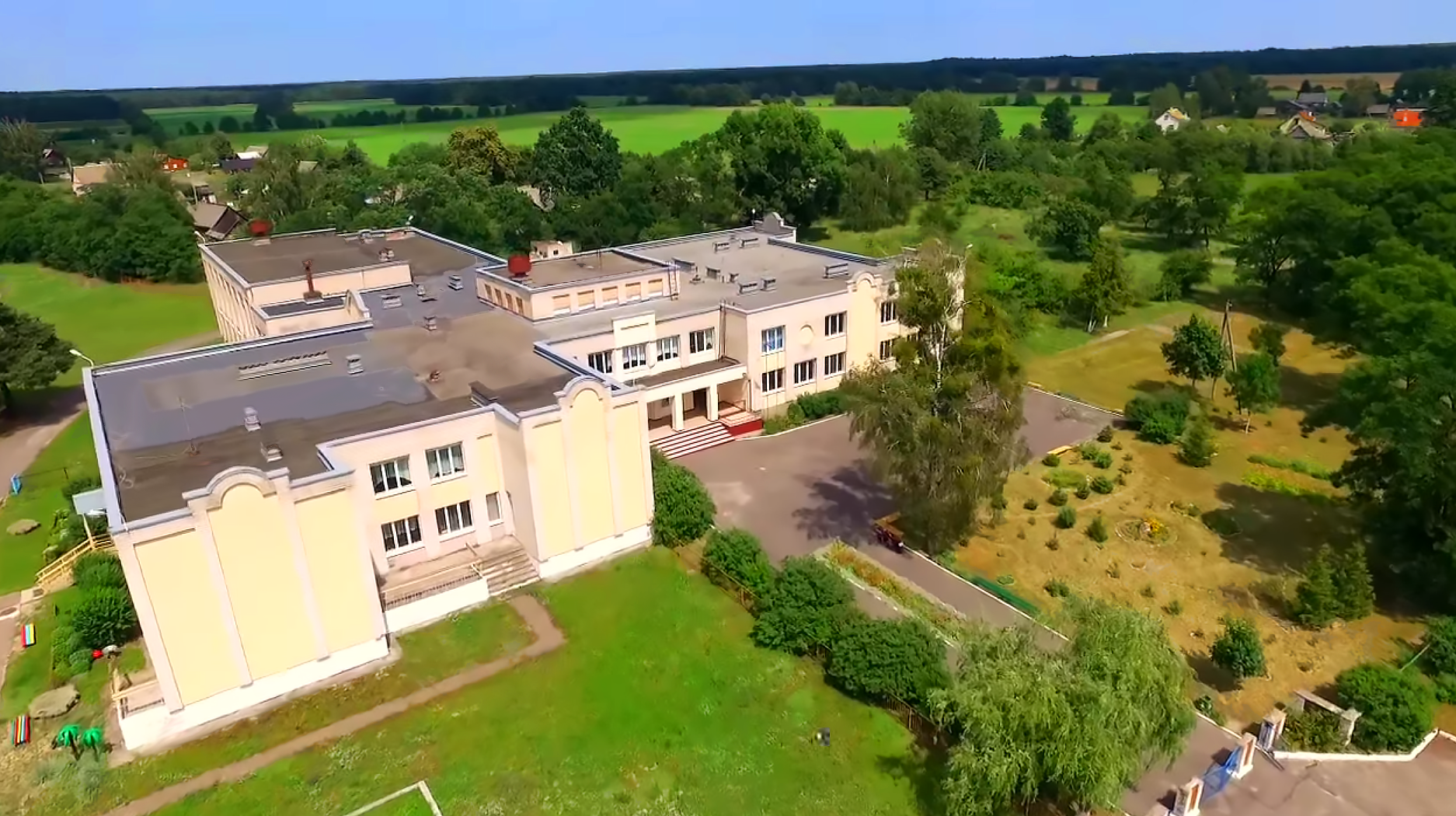
Средняя школа и детский ясли-сад аг. Медно

В средней школе работает единственный в Беларуси учитель с полной потерей зрения, который преподаёт историю и обществознание.

## Здравоохранение
В агрогородке Медно расположена участковая больница, которая является структурным подразделением Брестской городской больницы № 2. В структуре больницы имеется терапевтическое отделение, а также социальные койки, на которых проживают одинокие пенсионеры, требующие сопровождающего проживания. При больнице находится стоматологический кабинет, в котором осуществляется терапевтический и хирургический приём квалифицированным зубным врачом и аптечный пункт.
В нескольких километрах от аг. Медно располагается санаторий республиканского значения «Берестье».

## Экономика

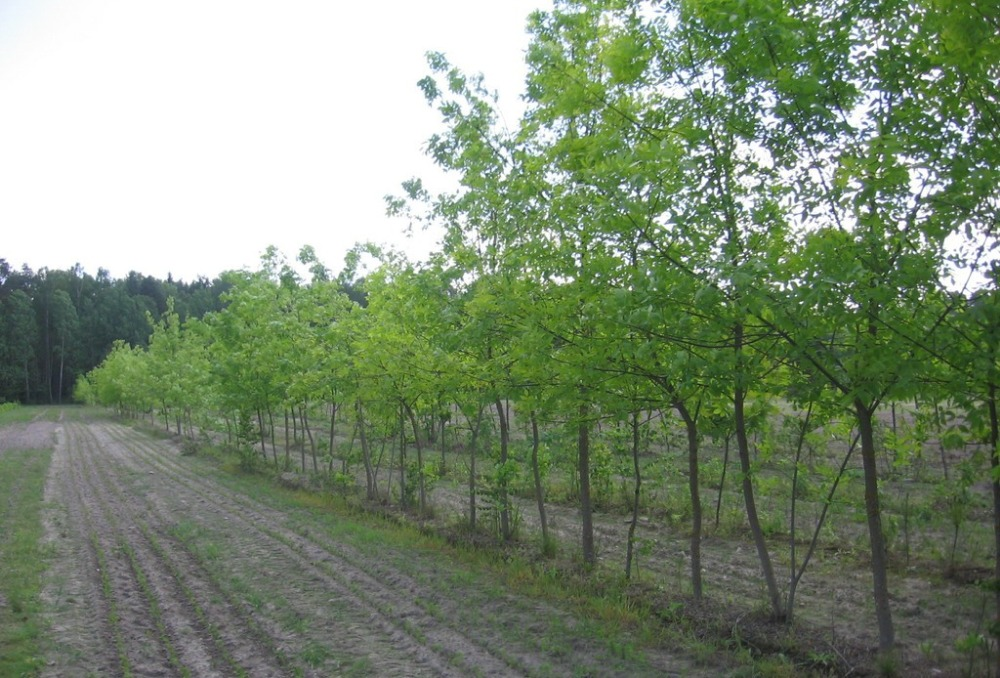
Меднянский лесопитомник

Центр Республиканского УСПП «Птицефабрика Медновская».
Предприятие производит птицеводческую продукцию, в ассортименте которой — мясо цыплят бройлеров полного потрошения, субпродукты птицы, полуфабрикаты.
Птицефабрика была создана в 1971 году. В состав предприятия входят два производственных участка: «Медно» и «Знаменка», а также рыбхоз «Дуброва». Сегодня здесь работают 320 человек, в том числе жители агрогородков Медно, Знаменка, Страдечь и других. 1 декабря 2016 года Верховный суд Республики Беларусь принял решение о начале процедуры банкротства в отношении ОАО «Птицефабрика Медновская» и выставил предприятие на продажу.
Действует постоянный лесной питомник «Медно», расположенный в «Меднянском лесничестве» ГЛХУ «Брестский лесхоз».
Также работают несколько частных пилорам.
В лесном массиве на въезде в агрогородок Медно размещается Брестская зона нагонки и натаски охотничьих собак.
В нескольких километрах находятся базы отдыха «Белое озеро», отель и ресторан «Chalet Greenwood», в которых работают многие жители агрогородка Медно.

## Достопримечательности
- Спасо-Преображенская церковь (конец XVIII в.) —  Историко-культурная ценность Республики Беларусь, шифр 113Г000099
- Братская могила (1944) —  Историко-культурная ценность Республики Беларусь, шифр 113Д000098